# 220 Central Park South

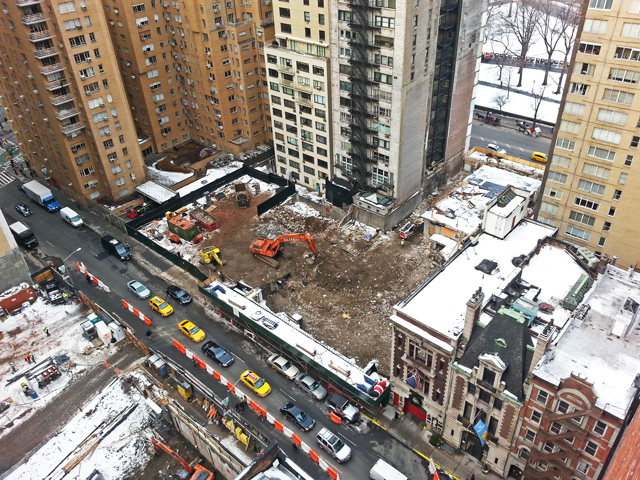
Graafwerkzaamheden op 220 Central Park South, eind december 2013

220 Central Park South is een residentiële wolkenkrabber in aanbouw, die wordt gebouwd in Midtown Manhattan in New York. De toren is ontworpen door de Amerikaanse architect Robert A. M. Stern en wordt ontwikkeld door Vornado Realty Trust.
De toren is gelegen aan Central Park South; wanneer het gebouw voltooid is zal het 65 verdiepingen hebben. De oplevering wordt verwacht in 2018. Wanneer voltooid, zal de toren het tiende hoogste gebouw in New York zijn, iets minder hoog dan het Four World Trade Center

## Geschiedenis
Het gebouw dat eerder op deze plaats stond was een 20 verdiepingen tellend gebouw, gebouwd in 1954. Het bevatte 124 appartementen, en was in 2005 gekocht door Vornado voor $131.500.000. Na de aankoop ging Vornado een juridische strijd met huurders betreffende hun uitzetting. De rechter koos de kant van Vornado in 2009, en er kwam een overeenkomst met huurders in 2010: het betalen van tussen de $1.300.000 en $1.560.000 aan degenen die nog huurders van het gebouw waren.
De sloop van de bestaande structuur begon in 2012 na de beslechting van een geschil tussen Vornado en Extell. Extell, een andere ontwikkelaar, was de eigenaar van de parkeergarage onder het vorige gebouw en was niet bereid om deze te sluiten. De sloop werd begin 2013 afgerond. Robert A. M. Stern's ontwerpen werden uitgebracht in het begin van 2014. 
De plannen werden in maart 2014 goedgekeurd.
Het gebouw is een van de belangrijke ontwikkelingen op of rond 57th Street en Central Park, inclusief 432 Park Avenue, 111 West 57th Street, en de Central Park Tower.

## Ontwerp
Het gebouw moest oorspronkelijk een "glazen" toren worden, in tegenstelling tot de eerste plannen. De ontwerpen van Robert A. M. Stern vragen om een kalksteen-bekleed gebouw, vergelijkbaar met andere gebouwen door Stern, zoals 15 Central Park West. Het gebouw is een van de drie wolkenkrabbers door Stern ontworpen in Manhattan, samen met 30 Park Place in het Financial District, en 520 Park Avenue, ten oosten van Central Park.

## Bouw
Het gebouw is momenteel in aanbouw. Met twee torenkranen op het terrein is de wolkenkrabber inmiddels gestegen tot de tiende verdieping.

### Voorzieningen
Het gebouw zal een porte-cochere, evenals een wijnkelder, een zwembad, een eetkamer, en een fitnessruimte te hebben.